# École Militaire

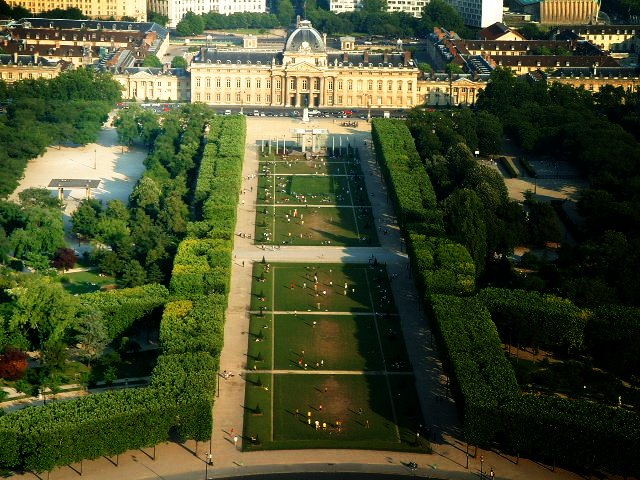
École Militaire nhìn từ tháp Eiffel

École Militaire, có nghĩa Trường quân sự, là một công trình ở Quận 8 thành phố Paris. Vị trí của École Militaire nằm ở phía Đông-Nam của Champ-de-Mars, gần tháp Eiffel.
Công trình được xây dựng dưới thời vua Louis XV để làm trường quân sự. Nơi đây đã đào tạo nhiều sĩ quan cho Quân đội Pháp, trong đó có cả Napoléon Bonaparte. Ngày nay, École Militaire là trụ sở của nhiều cơ quan thuộc Bộ Quốc phòng Pháp.

## Lịch sử
Người đề xướng École Militaire là nhà tài chính Joseph Paris Duverney. Với sự giúp đỡ của Madame de Pompadour, năm 1750, Joseph Paris Duverney trình lên vua Louis XV dự án mở một trường để giúp đỡ các quý tộc nghèo muốn tham gia quân đội của hoàng gia.
Năm 1751, Louis XV yêu cầu kiến trúc sư Ange-Jacques Gabriel thiết kế một công trình rộng hơn cả Điện Invalides, vốn được Louis XIV xây dựng trước đó. Dự án ban đầu École Militaire có tầng một với kiến trúc vòm, ở giữa là một nhà thờ lớn, phía trước có hàng cột giống nhà thờ San Pietro ở Roma.
Năm 1753, việc xây dựng bắt đầu nhưng tiến triển chậm bởi ngân sách hoàng gia thiếu hụt. Năm 1756, khi xây xong nhà nội trú và các phòng học, École Militaire bắt đầu mở cửa đón sinh viên.
Đến năm 1760 thì dừng thi công. Louis XV quyết định tách đôi cơ sở, thêm Trường thiếu sinh quân La Flèche. Năm 1766, công trình tiếp tục với bản vẽ mới được công tước Étienne François de Choiseul phê chuẩn với một diện tích nhỏ hơn trước. Tới năm 1773, École Militaire hoàn thành.
École Militaire từng là nơi đạo tạo nhiều sĩ quan cho Quân đội Pháp. Các sinh viên vào học ở đây từ năm 14 tuổi và được hưởng học bổng. Còn Trường thiếu sinh quân La Flèche là trường dự bị cho École Militaire với các học sinh từ 8 tuổi. Chương trình học ở École Militaire gồm nhiều môn khoa học, kỹ thuật như toán, vật lý, cơ học, xây dựng quân sự. Trong số sinh viên từng học ở École Militaire có Napoléon Bonaparte. Napoléon vào học từ tháng 10 năm 1784 và ra trường một năm sau đó.
Ngày 9 tháng 10 năm 1787, École Militaire đóng cửa và có dự định chuyển Hôtel-Dieu về đây. Nhưng sau đó tòa nhà bị bỏ trống rồi bị cướp phá trong thời kỳ Cách mạng Pháp. Tiếp theo, nơi đây thành nhà kho rồi doanh trại quân đội.
Đến năm 1878, École Militaire mới được mở cửa trở lại và dành cho Trường cao cấp chiến tranh (École supérieure de guerre). Từ năm 1911 thì nơi đây dành cho Trung tâm nghiên cứu quân sự (Centre des hautes études militaires).

## Ngày nay
Ngày nay École Militaire tập trung các cơ quan của một số viện đào tạo quân sự: Viện nghiên cứu quốc phòng quốc gia (Institut des hautes études de Défense nationale - IHEDN), Trung tâm đào tạo quân sự cao cấp (Centre des hautes études militaires - CHEM), Trung tâm đào tạo vũ trang cao cấp (Centre des hautes études de l'armement - CHEAr), Trường liên binh chủng quốc phòng (Collège interarmées de défense - CID), Trường sĩ quan đặc biệt của bộ tham mưu (École supérieure des officiers de réserve spécialistes d'état-major - ESORSEM) cùng các trung tâm đào tạo lục quân, hải quân, không quân và hiến binh.
Tòa nhà cũng là trụ sở của nhiều phòng hành chính của Bộ Quốc phòng Pháp. Từ năm 1924, nơi đây còn dành cho Tư lệnh bộ tham mưu và các phòng khách. Và cũng từ lâu, bởi điện Điện Élysée có những bất lợi nên École Militaire là một trong những địa điểm được xem xét để làm phủ tổng thống.

## Liến kết ngoài
- Collège Interarmées de Défense Lưu trữ ngày 14 tháng 9 năm 2008 tại Wayback Machine
- Institut des Hautes Études de la Défense Nationale